# Heinz Uth
Heinz Uth (geboren 27. Januar 1936 in Berlin; gestorben 30. Januar 2016 ebenda) war ein deutscher Polizist in Berlin, der 1992 der erste Homosexuellenbeauftragte (offiziell: Ansprechpartner für gleichgeschlechtliche Lebensweisen) der Polizei in Deutschland wurde. Für sein Engagement gegen Homophobie erhielt er das Bundesverdienstkreuz am Bande. 

## Leben
Heinz Uth kam 1936 im Berliner Bezirk Lichtenberg als Kind einer Köchin und eines Küfers zur Welt. Da der Vater zunächst als Soldat im Krieg und später in Gefangenschaft war, wuchs Uth bis Kriegsende zusammen mit der Mutter und drei jüngeren Geschwistern auf. Nach einer Werkzeugmacherlehre bewarb Uth sich in den 1960er-Jahren bei der Berliner Polizei, wo er bis zum Rang eines Kriminalhauptkommissars aufstieg.
In den 1960er-Jahren wurde er bei Studentenprotesten im sogenannten „Diskussionskommando“ eingesetzt, um in Gesprächen deeskalierend auf Demonstranten einzuwirken.
1990 deckte Uth in seiner Funktion als Kommissariatsleiter Raub bei der Kriminalpolizei zahlreiche Taten einer Bande auf, die im Wilmersdorfer Preußenpark serienmäßig Homosexuelle überfiel und ausraubte. Die Jugendbande gestand 50 Überfälle, doch bei der Polizei waren nur sechs Anzeigen von Betroffenen eingegangen. Dies legte nahe, dass Homosexuelle sich wohl nicht an die Polizei wandten, da diese von vielen Schwulen trotz der Abschaffung des § 175 nach wie vor als homosexuellenfeindlich erfahren wurde. Um diesen Zustand zu ändern, wurde Uth zum ersten Homosexuellenbeauftragten der Berliner Polizei ernannt und dieses Amt damit auch bundesweit zum ersten Mal vergeben.
Uths Aufgabe bestand darin, Kontakt zur homosexuellen Szene in Berlin aufzubauen und diese zu ermutigen, sich bei Gewalttaten und anderen Verbrechen vertrauensvoll an die Polizei zu wenden. Regelmäßig suchte er an bekannten Schwulentreffpunkten, wie dem Berliner Tiergarten oder dem Märchenbrunnen im Volkspark Friedrichshain, mit einem Infomobil das Gespräch mit der Szene und informierte über Hilfsmöglichkeiten bei schwulenfeindlichen Übergriffen. Er pflegte auch Kontakt zu den Wirten rund um den Schöneberger Nollendorfplatz und die anliegende Motzstraße, einem weiteren Zentrum homosexueller Kultur in Berlin. Zusammen mit den Wirten und dem Schwulen Überfalltelefon Maneo initiierte Uth 1993 das erste Lesbisch-schwule Stadtfest (auch Motzstraßenfest genannt) in diesem Schöneberger Kiez, um ein Zeichen gegen anhaltende homophobe Übergriffe zu setzen.
Auch innerhalb der Polizei setzte Uth sich gegen Homosexuellenfeindlichkeit ein. Er beriet Kolleginnen und Kollegen bei ihrem schwulen oder lesbischen Coming-out und unterstützte die erste offen lebende transgeschlechtliche Polizistin der deutschen Polizei. Uth war Mitbegründer des Vereins lesbischer und schwuler Polizeibediensteter Berlin-Brandenburg. 1995 erhielt Uth für sein Engagement gegen Homophobie das Bundesverdienstkreuz am Bande, nachdem Homosexuelle ihn dafür vorgeschlagen hatten. Es sei Uth zu verdanken, dass sich nun in allen deutschen Großstädten schwule Polizisten ein Outing zutrauten, schrieb der damalige Schwulenverband in Deutschland zur Verleihung. Es sei auch Uths Verdienst, dass Homosexuelle sich heute trauen könnten, Überfälle anzuzeigen. Inzwischen (2016) gibt es in rund 40 deutschen Großstädten Homosexuellenbeauftragte bei der Polizei, viele ließen sich diese Aufgabe von Uth erklären.
1996 ging „Hetero-Uth“, wie viele Homosexuelle ihn liebevoll nannten, in den Ruhestand. 1999 wurde ihm beim Motzstraßenfest der Rainbow Award des Regenbogenfonds für Personen und Organisationen, die sich besonders für homosexuelle Anliegen einsetzen, verliehen.
Neben seinen beruflichen Aktivitäten war Uth ein begeisterter Marathonläufer (persönliche Bestzeit: 2 Std. 24 Min.). Er gründete den Lauf- und Triathlon-Club (LTC) und trainierte nach seiner Pensionierung auch andere Marathonläufer im LTC; auch die Fünfkämpferin Kim Raisner (5. Platz bei den Olympischen Spielen 2004 in Athen) wurde von ihm trainiert.
Uth starb im Januar 2016, drei Tage nach seinem 80. Geburtstag, an den Folgen einer schweren Operation. Er hinterließ seine Ehefrau und zwei erwachsene Kinder.
„Mit dem Tod von Heinz Uth verliert Berlin einen seiner wichtigsten Verfechter für die Belange der Queer-Szene. Als erster Ansprechpartner einer deutschen Polizeibehörde für Schwule und Lesben hat er wesentlich dazu beigetragen, Vorbehalte von LSBTI (Lesben, Schwule, Bisexuelle, Trans* und Inter*) gegen die Polizei abzubauen und Vorurteilen bei der Polizei entgegenzuwirken. Für diese Pionierarbeit sind wir ihm zu großem Dank verpflichtet“, schrieben Anja Kofbinger und Thomas Birk, queerpolitische Sprecher der Grünen im Berliner Abgeordnetenhaus, in einer Pressemitteilung zu Uths Tod.
Trauerfeier und Beisetzung der Urne fanden am 26. Februar 2016 auf dem landeseigenen Friedhof Heerstraße in Berlin-Westend statt.

## Auszeichnungen
- Bundesverdienstkreuz am Bande für sein Engagement gegen Homophobie (1995)
- Rainbow Award (1999)
- Ehrenmitgliedschaft im Verein lesbischer und schwuler Polizeibediensteter Berlin-Brandenburg